# Палеховская волость
Па́леховская во́лость — нижняя административно-территориальная единица в составе Шуйского уезда Иваново-Вознесенской губернии РСФСР (1921—1924), Вязниковского уезда Владимирской губернии (до 1921 года) Российской империи и РСФСР. Волостной центр — село Палех.
Ныне территория Палехского района Ивановской области России.
Упразднена в 1924 году.

## История
В 1921 году в состав вновь образованного Иваново-Вознесенского уезда переданы из Вязниковского уезда Вареевская, Груздевская, Мугреевская, Палехская и Южская волости.
В 1924 году произведено укрупнение волостей.
10 июня 1929 года в составе Шуйского округа Ивановской Промышленной области из Южской и части селений Палехской, Сакулинской, Хотимльской, Алексинской волостей образован Южский район.

## Состав
По данным на 1905 год входили 54 населённых пункта
- Барышки
- Беликово
- Богатищи
- Большие Дорки (ныне Дорки Большие)
- Борисовка
- Бурденка (ныне Бурдинка)
- Воробино
- Выставка
- Дерягино
- Дягилево
- Зименки
- Иваньково
- Киверниково
- Киселёво
- Ковшово
- Костюхино
- Красное
- Крутцы
- Кузнечиха
- Куракино
- Ломы
- Лужки
- Лукино
- Маланьино
- Малые Дорки
- Медведники
- Медвежье
- Мокеиха
- Мухино
- Новая
- Новосёлка (ныне Новосёлки)
- Новая
- Олесово
- Палех — волостной центр
- Пенькино = Пеньки (Палехский район)?
- Пестово
- Подолино
- Потанино
- Прудово
- Раменье
- Савино
- Свергино
- Сергеево
- Смертино
- Суково
- Терехово
- Тименка
- Филино
- Фомино
- Фурово
- Хмельники
- Хрулёво
- Шалимово
- Шишкино
- Яркино